# Горгадзе, Шалва Александрович
Шалва Александрович (Анфимович) Горгадзе (1900—1974) — композитор, дирижёр, заслуженный деятель искусств Абхазской АССР, заслуженный учитель Грузинской ССР.

## Биография
Родился в г. Кутаиси в семье учителя математики, начальное образование получил в Кутаисском реальном училище, затем учился в Тбилисском политехническом институте. Предпочтя музыку точным наукам, он поступил на духовое отделение Тбилисской консерватории, которую окончил в 1925 оду.
В период с 1920-х до середины 1930-х годов Ш. Горгадзе — второй дирижёр и артист симфонического оркестра Тбилисского оперного театра, а также дирижёр — руководитель духового оркестра при МВД Грузии.
В 1935 году по приглашению правительства Абхазии Ш. Горгадзе переезжает в г. Сухуми и начинает работать заведующим музыкальной частью Сухумского драматического театра, пишет музыку к спектаклям («Горе от ума» А. Грибоедова, «Краски мира» Н. Микава и Г. Абашидзе, «Люди доброй воли» Г. Мдивани, «Ясное небо» Ш. Басария и мн. др.). Параллельно выступает как дирижёр и руководитель организованного им духового оркестра, который приобретает общественную значимость своими воскресными концертами в парках г. Сухуми. Позже начинает работать заведующим учебной частью Сухумского музыкального училища и школы при нём, а в 1941 году становится директором училища и будет его бессменным руководителем почти четверть века (с 1941 по 1966 г.).
Деятельность Ш. Горгадзе была неотъемлемой частью формирования профессиональной абхазской музыкальной культуры. В период его руководства Сухумское музыкальное училище считалось одним из лучших учебных заведений в республике. Педагогическую элиту музыкального училища составляли выпускники Петербургской и Московской консерваторий А. Касторский, М. Вепрейская, А. Позднеев, М. Бубнова, Н. Сыроежин, М. Ливенцова, О. Крепс, В. Зиздо-Эмухвари, Г. Максимов, С. Гировский и др. Уже в 1950-60-е годы в училище сложились собственные педагогические кадры. К преподавателям этого поколения относятся Т. Лолуа, Н. Пеленкин, В. Разумовская, А. Митичян, Л. Джергения, А. Эсебуа, Э. Гвадзабия, Я. Какубава, С. Моренцева, Ж. Бумбуриди, Т. Колбая, Н. Церетели, Б. Каличава, Н. Горгадзе, Э. Козьмиди, С. Кецба, М. Хашба и другие.
Будучи музыкально-общественным деятелем, Ш. Горгадзе стремился расширить влияние училища, интегрировать его в культурную жизнь Абхазии. Учебное заведение стало одним из очагов культуры города Сухуми, где проходили концерты и творческие вечера. Выпускники участвовали в общегородских мероприятиях, выезжали на шефские концерты. При его активном содействии был создан эстрадный оркестр при Сухумском таксопарке, руководителями которого стали талантливые выпускники музыкального училища и Тбилисской консерватории А. Эсебуа и Р. Митичян.
Ш. Горгадзе внес значительный вклад в развитие музыкального образования Абхазии. По его инициативе были открыты музыкальные школы в различных городах Абхазии (Гагры, Гудаута, Очамчира, Ткварчели и др.).
В конце 1950-х годов Горгадзе возрождает симфонический оркестр при Сухумском музыкальном училище, который в 1969 году обретет статус Государственного. Горгадзе способствовал становлению на дирижёрском поприще Л. Джергения (впоследствии — главный дирижёр Филармонического симфонического оркестра). В начале 1960-х при музыкальном училище был создан струнный камерный оркестр (дирижёр — О. Горгадзе).
В 1957 году Ш. Горгадзе принял участие в подготовке и проведении знаменательного для абхазской культуры события — Декады абхазской литературы и искусства в Тбилиси. Деятельность Горгадзе была направлена и на сохранение и развитие балетной традиции. При музыкальном училище долгое время существовала детская балетная школа, в которой преподавали — балетмейстер Е. Горелова,
а в дальнейшем — Л. Чихладзе. Для этой школы он написал детский балет «Легенды об Озере Рица», с успехом шедший на сцене Сухумской филармонии. Отдельные балетные номера им были переложены для фортепиано и использовались в педагогическом репертуаре детских музыкальных школ.
В конце 1950-х годов Ш. Горгадзе организовал при Сухумском музыкальном училище оперную студию, в которой были задействованы как студенты, так и преподаватели. Итогом работы студии стала постановка сцен из оперы Чайковского «Евгений Онегин» (дирижёр — А.Позднеев) на сцене Сухумского драматического театра, а позднее, в 1967 году в Филармонии была поставлена опера «Даиси» З. Палиашвили (дирижёр — Я. Иманов).
В начале 1966 года Ш. Горгадзе оставил пост директора Сухумского музыкального училища. Однако его деятельность в сфере образования была продолжена — он стал инспектором Министерства культуры Абхазии по музыкальным учебным заведениям. Он также продолжает и активную музыкально-общественную деятельность в должности зав. творческим отделом правления музыкально-хореографического общества Абхазии. По заказу Общества композитор М. Берикашвили пишет первую детскую абхазскую оперу «Верные друзья». Опера была показана на смотре музыкальных коллективов в Тбилисском театре муз. комедии и отмечена первой премией (дирижёр — О. Горгадзе).
По инициативе Ш. Горгадзе при Музыкально-хореографическом обществе был создан квартет абхазских народных инструментов (руководитель — О. Горгадзе). Организации квартета предшествовала кропотливая работа по воссозданию абхазских народных инструментов на основе эскизов музыковеда-этнографа Инны Хашба (исполнитель — скрипичных дел мастер Анджело Симовонян, Сочи).
Творческая и организационная деятельность Ш. Горгадзе была направлена на воспитание эстетического вкуса и повышение уровня музыкальной культуры в республике. Она развивалась в контексте процессов в абхазской музыкальной культуре 1930—1960-х годов сразу в нескольких направлениях: создание школ, музыкальных коллективов, воспитание педагогических кадров, пропаганда национальной музыки, и была продолжена следующими поколениями.

## Произведения
В течение многих лет марши, сочиненные Ш. Горгадзе, сопровождали Сухумские парады (например, «Абхазский марш»). А к выпуску первого номера детского журнала «Амцабз» им был написан «Пионерский марш» (1957 г.). Он пропагандировал абхазскую музыку, занимался обработкой народных мелодий, поддерживал и опекал молодых абхазских композиторов и исполнителей. Интонационной основой его музыки является абхазская народная песня, со свойственной ей диатоникой, ладовой переменностью и ритмикой.